# Katinszky Géza
Katinai és pielerzi Katinszky Géza (Rimaszombat, 1848. augusztus 13. – Sátoraljaújhely, 1908. január 14.) római katolikus pap, filozófiai doktor, főiskolai tanár és iskolaigazgató, tankönyvíró.

## Élete
Katinszky Gyula fivéreként született. Tanulmányait Eperjesen, Ungvárott, Kassán végezte. Teológiát is Ungvárott tanult, illetve nagyrészt az ő közreműködése eredményeként jött létre a kassai növendékpapok magyar egyház-irodalmi iskolája, amelynek másodelnöki tisztségét később Katinszky viselte.
1870. augusztus 13-án szentelték pappá. Több helyen káplánkodott. 1876-ban a kassai tanítóképző-intézet ideiglenes tanára lett; majd letéve a tanári vizsgát, 1877-től rendes tanári címet kapott. 1879-ben ugyanott a tanítóképző rendes tanára is, 1894-ben pedig a katolikus leányiskolák igazgatója lett. 1897 februárjában Sátoralja-Ujhelybe plébánossá nevezte ki Bubics Zsigmond kassai püspök. 1908-ban hunyt el 59 éves korában.

## Művei
Számos elbeszélést, rajzot és polemikus cikket írt a Katholikus Néplapba, Magyar Államba, Magyar Koronába, és más lapokba. Önállóan a következő művei kerültek kiadásra:
- A költészettan alapelemei és a magyar nemzeti irodalomtörténet vázlata. Kassa, 1878 (Ism. M. Állam 210. sz., 2. jav. és bőv. kiadás két külön részben: A magyar nemzeti irodalomtörténet vázlata, válogatott mintapéldákkal. Tanítóképzőintézetek, polgári iskolák és nőnevelőintézetek számára és magánhasználatra c. Budapest, 1883. Ism. Koszorú. 3. jav. és bőv. kiadás. Uo. 1892. Irodalomtörténeti szemelvényekkel. Tanító, tanítóképző intézetek, felsőbb leányiskolák számára és magánhasználatra c. A halotti beszéd másával.)
- A magyar helyesírástan iskolai használatra. Kassa, 1879 (2. kiadás a nyelvtan rendszeres átnézetével kapcsolatban. Iskolai használatra. Uo. 1887., 3. k. Uo. 1894)
- Történelem és költészet. Tanulmány. Kassa, 1894